# DGB-Bezirk Rheinland-Pfalz – Saarland
Der DGB-Bezirk Rheinland-Pfalz / Saarland umfasst die Bundesländer Rheinland-Pfalz und Saarland.
Der DGB-Bezirk bildet „die landespolitische Lobby der Gewerkschaften“. Seit November 2021 ist Susanne Wingertszahn Bezirksvorsitzende und Timo Ahr stellvertretender Bezirksvorsitzender.

## Bedeutung
Die Bezirke sind die Gliederungsebene des DGB direkt unterhalb der Bundesebene (siehe den Abschnitt Bezirke und Regionen im Artikel zum DGB) und umfassen ein oder mehrere Bundesländer. Der DGB-Bezirk dient hauptsächlich der Koordination der sich auf dem Gebiet befindenden Mitgliedsgewerkschaften bzw. der politischen Außenvertretung und Lobbyarbeit. Er vertritt die gesellschaftlichen, wirtschaftlichen, sozialen und kulturellen Interessen der Arbeitnehmer.

## DGB-Regionen im Bezirk
Der DGB-Bezirk gliedert sich in die Regionen
- DGB Region Saar-Trier
- DGB Region Koblenz
- DGB Region Rheinhessen-Nahe
- DGB Region Pfalz

## Die Mitgliedsgewerkschaften im Bezirk
Aufgrund des unterschiedlichen regionalen Zuschnitts der Einzelgewerkschaften gehören zum DGB-Bezirk die folgenden Landes-/etc. Verbände (bzw. Teile davon):
- Eisenbahn- und Verkehrsgewerkschaft (Geschäftsstellen: Mainz, Saarbrücken)
- Gewerkschaft der Polizei (Landesbezirke: Rheinland-Pfalz, Saarland)
- Gewerkschaft Erziehung und Wissenschaft (Landesverbände: Rheinland-Pfalz, Saarland)
- Gewerkschaft Nahrung-Genuss-Gaststätten (Landesbezirk: Südwest)
- IG Bauen-Agrar-Umwelt (Region: Rheinland-Pfalz-Saar)
- IG Bergbau, Chemie, Energie (Landesbezirk: Rheinland-Pfalz/Saarland)
- IG Metall (Bezirk: Frankfurt)
- Vereinte Dienstleistungsgewerkschaft (Landesbezirk Rheinland-Pfalz-Saarland)